# PESQ
O PESQ (Perceptual Evaluation of Speech Quality) é um padrão da União Internacional de Telecomunicações para avaliar a qualidade perceptível de voz.

## Funcionamento
Ao contrário dos outros modelos de avaliação de codecs, como o PSQM e o MNB, o PESQ é capaz de prever a qualidade subjectiva da voz com uma boa correlação e uma grande variedade de condições, que podem incluir desde distorções de codificação, erros, ruídos, filtragem, atraso e atraso variável.
Para a avaliação da qualidade de sinais de voz de faixas telefónicas (300-3400 hz) o PESQ tem um desempenho melhor que os outros modelos, mais antigos, de avaliação de codecs de voz mais antigos tais como o PSQM e o MNB que em Fevereiro de 2001 foram substituídos pelo PESQ, que passou a ser a nova recomendação ITU-T P.862.
As maiores vantagens do PESQ sobre o PSQM e o MNB são:
- Inclusão de um alinhamento temporal dinâmico e perceptível que permite avaliações de uma enorme variedade de distorções temporais de eixos time axis distortions.
- Inclusão de um peso Lp sobre o tempo que correctamente modela o peso maior que os sujeitos dão em baixos distúrbios sonoros.
- Uma melhor modelação do efeito asimétrico, a diferença em distúrbios entre componentes tempó-frequência (time-frequency) que são introduzidos versus componentes tempó-frequência que são omitidos.
- Habilidade de lidar correctamente com as distorções de resposta das frequências lineares.
- Um melhorado escalonamento de potência local que lida com a influência perceptível de variações de ganhos.

O PESQ produz predições exactas de qualidade na presença de diversos comportamentos nas ligações ponto-a-ponto de uma rede. Ele representa um passo significativo em frente na busca da exactidão e na gama da aplicabilidade de métodos objectivos de avaliação da qualidade de voz.